# Guillaume Pellicier II
Pour les articles homonymes, voir Guillaume Pellicier I.
Prélat et diplomate, Guillaume Pellicier est né en 1490 à Mauguio et mort en 1568 dans le château de Montferrand à Saint-Mathieu-de-Tréviers. Il est notamment évêque de Maguelone puis de Montpellier.

## Biographie
En 1526, un brillant humaniste est nommé évêque de Maguelone prenant la succession de son oncle et homonyme. Versé en droit et en sciences naturelles, Guillaume Pellicier sait le latin, le grec, l’hébreu, le syriaque. En 1536, il obtient le transfert de l’évêché de Maguelone à Montpellier : la cité rayonnante de vie universitaire et intellectuelle devient ainsi capitale religieuse. Grand ami de François Rabelais, ou encore du naturaliste Guillaume Rondelet, Guillaume Pellicier y devient l’un des plus ardents promoteurs de la Renaissance.
Envoyé à Rome, puis ambassadeur à Venise en 1539, il mène pour François Ier une activité de diplomatie secrète, tout en pourchassant les manuscrits grecs : il en réunit plusieurs centaines, faisant de la bibliothèque royale la plus riche d’Europe.
La fin de sa vie est assombrie par diverses crises. À deux reprises, il doit fuir les troubles religieux qui éclatent à Montpellier entre catholiques et protestants. Accusé d’hérésie par le Parlement de Toulouse (1551), il est emprisonné. Réhabilité, il peut enfin rentrer à Montpellier en 1558.

### Articles comnnexes
- Liste des évêques de Maguelone
- Liste des évêques puis archevêques de Montpellier